# Eugénie Chantal Ahyi Dedevi
Chantal Ahyi Dedevi de son vrai nom à l'état civil Eugénie Chantal Ahyi Dedevi, est une femme politique béninoise et députée à l'Assemblée nationale.

## Biographie
Eugénie Chantal Ahyi Dedevi a fait ses études primaires à Abomey et à Djougou. Elle fait ses études secondaires à Cotonou au lycée Notre-Dame des Apôtres, où elle obtient un bac A1. Elle a été hôtesse de l'air à Air Afrique en Côte d'Ivoire. Elle est titulaire d'une licence en psychologie à l'université Félix-Houphouët-Boigny.
Lors des élections législatives d'avril 2019, elle est élue sur la liste du Bloc républicain,.